# Tragocephala guerinii
Tragocephala guerinii es una especie de escarabajo longicornio del género Tragocephala, subfamilia Lamiinae. Fue descrita científicamente por White en 1856.
Se distribuye por Angola, Benín, Camerún, Gabón, Guinea Ecuatorial, Nigeria, República Centroafricana, República Democrática del Congo, República del Congo y Santo Tomé y Príncipe. Posee una longitud corporal de 16-30 milímetros. El período de vuelo de esta especie ocurre en los meses de abril, julio, octubre y diciembre.
Parte de su alimentación se compone de plantas de la familia Rubiaceae y la subfamilia Sterculioideae.